# Українці в Торуні

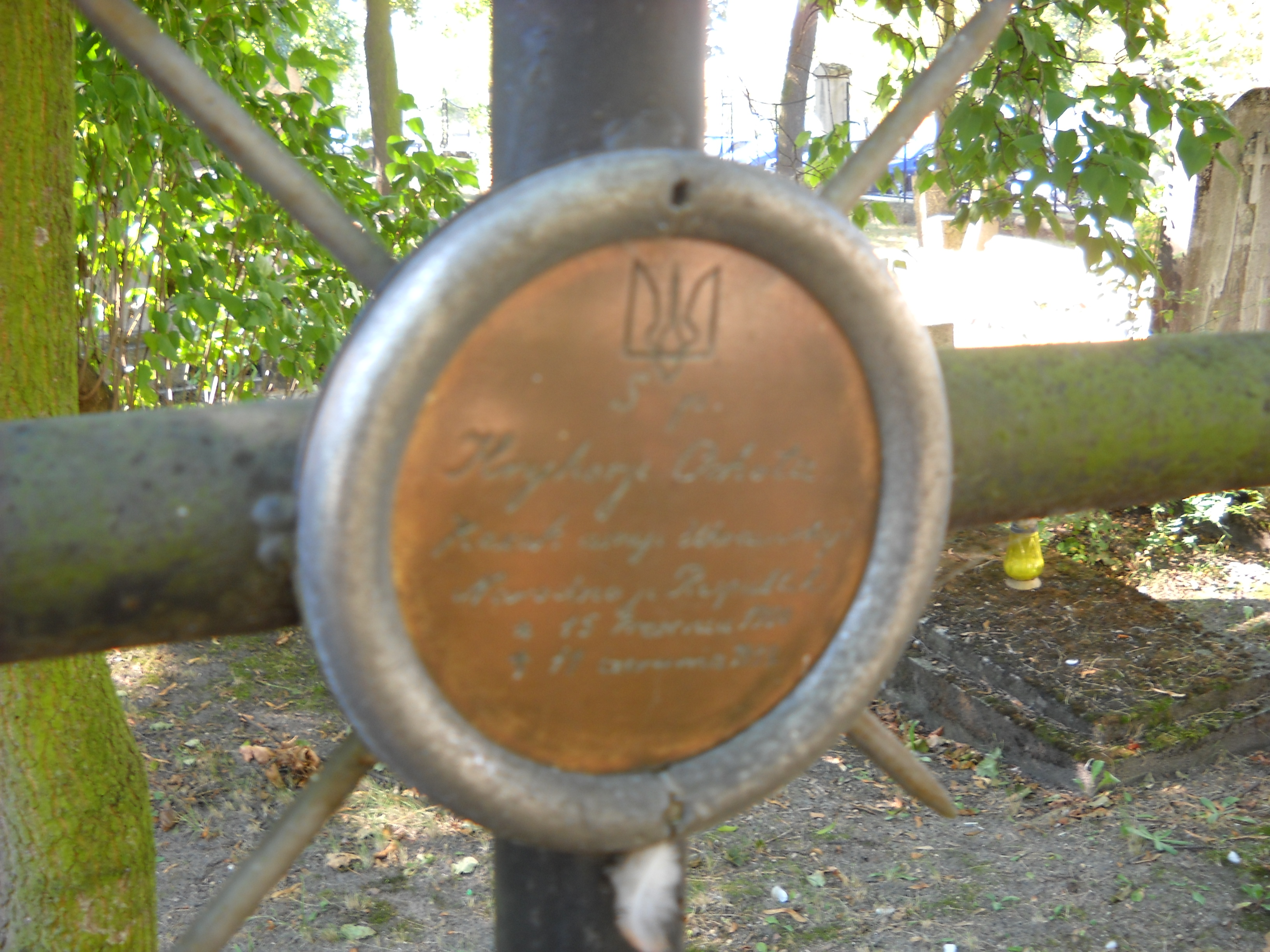
Український національний символ — тризуб — на надгробку, гарнізонний цвинтар в Торуні

Перша українська громада в Торуні виникла у міжвоєнний період XX століття. Первинно вона складалася з колишніх солдатів Української Народної Республіки, інтернованих у Польщі після підписання Ризького договору та які після звільнення з таборів вирішили залишитися в місті. Другу групу українців, яка прибули до Торуні в цей час, склали вихідці з Галичини. Українська громада була добре інтегрована, незважаючи на невеликий розмір (близько 50 осіб), брала участь у культурній діяльності та житті православної парафії.
Окреме місце посідала невелика група українських анархістів, котрі приїхали в Торунь разом з їхнім лідером Нестором Махно.
В часи Другої світової війни багато українців перебували на тернах Торуня або як військовополонені, або вояки Червоної армії, що займала місто в лютому 1945 р.
Після Другої світової війни українці, як і росіяни, що мешкали в Торуні, стали об'єктом репресій, здійснюваних Міністерством громадської безпеки Польщі. Внаслідок цього громаді не вдалось відродитися у колишньому вигляді.
Друга українська громада в Торуні формується в наш час з українців, які переїхали жити до міста в 1990-2000-ні роки та змушені були залишити країну з-за агресії Росії проти України. Консолідуючою одиницею для неї є організації допомоги українським біженцям та нова парафія української греко-католицької церкви.

## Перші сліди

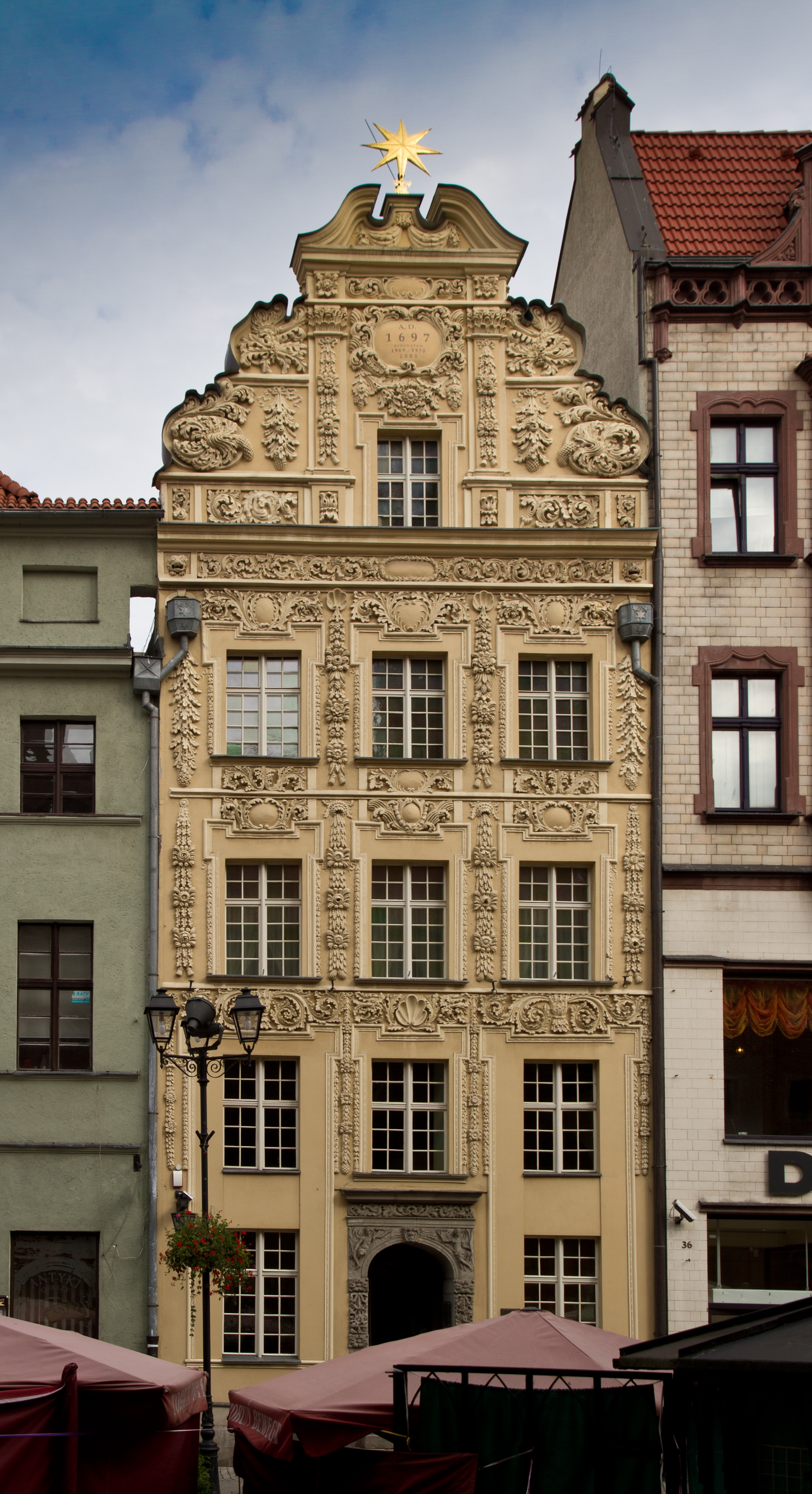
Сучасний вигляд кам'яниці під зіркою

Кам'яниця на вул. Rynek Staromiejski 35 -попередниця сучасної кам'яниці під зіркою, належала відомому діячу – Філіпу Буонакорсі званому Калімахом. Калімах був автором життєпису львівського архієпископа Григорія Сяноцького та зачинателем ренесансного гуманістичного руху на українських землях.
Гості зі сходу прибували до торговельного Торуня з давніх часів. Збереглася нагробна плита 1668 р. з старого цвинтаря св. Юрія (він розташовувався поблизу сучасного цвинтаря з такою ж назвою) з іменами трьох осіб похованих в Торуні, що вибиті церковно-слов'янською мовою. Наразі ця плита зберігається на стіні внутрішнього дворика ратуші Старого міста – головної садиби місцевого окружного музея.
Під час Семирічної війни, у 1758 –1762 рр., коли Торунь окупували російські війська (в складі яких було багато українців), Двір Артуса служив православною церквою. До Торуня втікали учасники повстань 1830 та 1863 рр. серед яких, імовірно були і українці. Стефан Пастушевський вказує, що 1875 р. православні з Бидгощі користувалися з послуг парафії в Торуні.
Українці в складі російського війська, що переслідувало рештки армії Бонапарта, з'явилися під Торунем і в січні 1813 р. а після капітуляції баварців, що боронили місто залишалися тут до 21 вересня 1815 р.

## Міжвоєнний період
Після закінчення Перших визвольних змагань в Торуні з'явилися колишні вояки та офіцери Армії Української Народної Республіки. Раніше вони перебували в таборах для інтернування в Стшалкові та Александруві-Куявському, утворених відповідно до Ризького миру, й після звільнення деякі з них осіли в місті. Перші письмові згадки, що стосуються українців, з'являються під 1927 рік і свідчать про постійне проживання в Торуні до 40 осіб цієї національності. Чисельність українців зазнала більш значних коливань, ніж російська громада, але врешті-решт стабілізувалася в межах 40-50 осіб, переважно чоловіків, які займались вільними професіями.
22 липня 1924 року в місті була запроваджена система реєстрації іноземців російської та української національності, які мусили або заявити про бажання залишитися в Польщі, або виїхати. Свідоме ігнорування порядку реєстрації тягнуло за собою вигнання за межі Другої Речі Посполитої.
| Дата          | Кількість українських емігрантів |
| ------------- | -------------------------------- |
| Травень 1927  | близько 40                       |
| Грудень 1929  | 50                               |
| Травень 1930  | 42                               |
| Січень 1931   | 31                               |
| Вересень 1931 | 30                               |
| Серпень 1932  | 56                               |
| 1937          | 55                               |

Ця цифра стала приблизно вдвічі більшою після врахування етнічних українців, котрі отримали польське громадянство до 1924 року. Здебільшого вони були офісними працівниками. Неофіційним лідером цієї групи вважався В. Затай.

### Соціальні організації

#### Культурна та соціальна діяльність

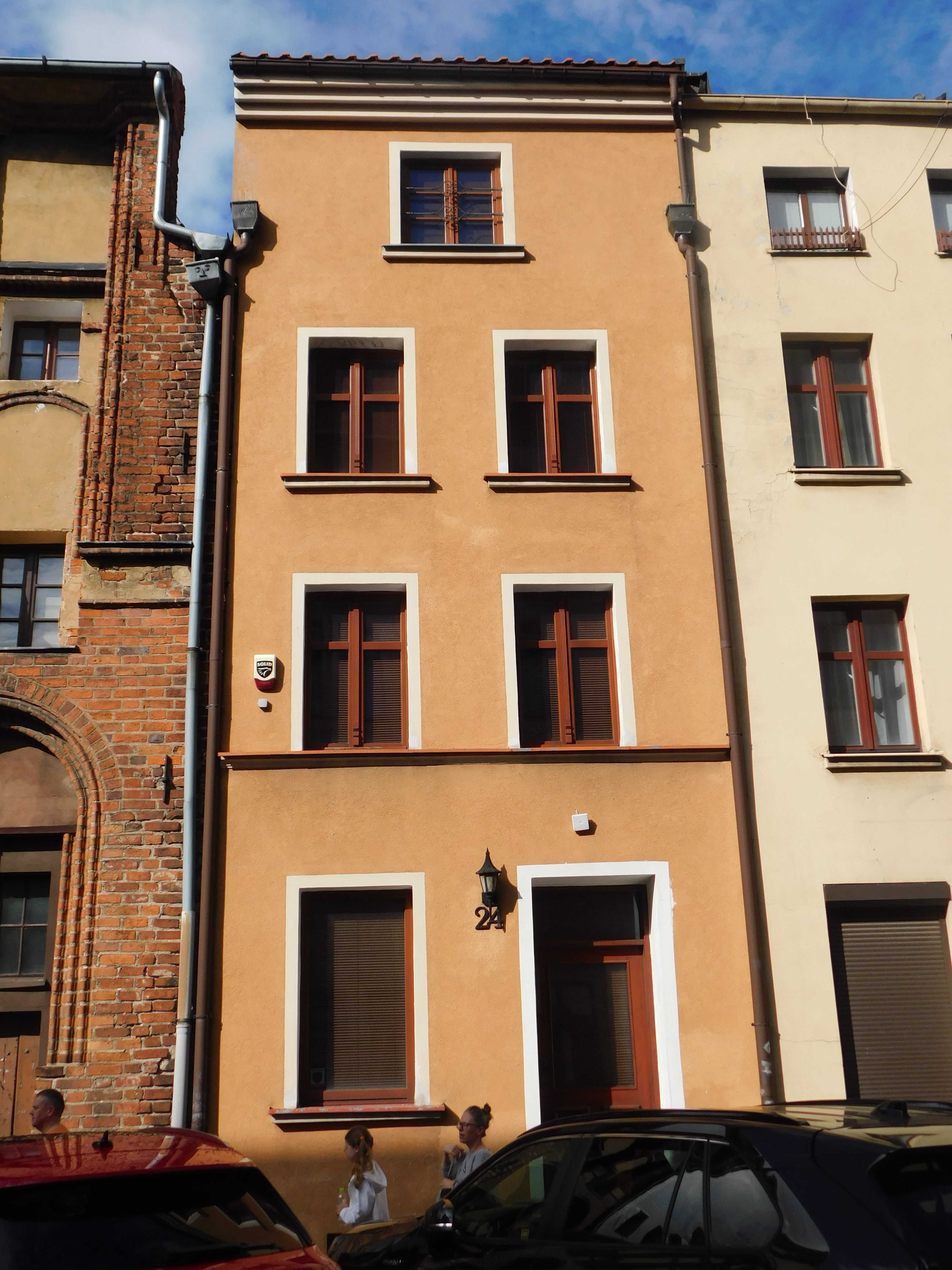
Будинок, в якому мешкав Віктор Лотоцький, Торунь, вул. Sukiennicza 24. Фото 2024 р.

Після завершення Першої світової війни українці оселилися в різних містах польського Помор'я, проте саме в Торуні їм вдалося якнайшвидше самоорганізовуватись. В 1927 році за дорученням Українського Центрального Комітету до міста прибув Віктор Лотоцький, який розгорнув створення окремого відділу цієї організації. Влада Торуня погодилась на таку ініціативу. Організаційні збори відбулися в приватній квартирі українця Й. (за іншими даними — Івана) Мельника, за адресою вулиця Sobieskiego 13. До складу керівництва, окрім власне Лотоцького, увійшли голова Михайло Кащук, скарбник Володимир Чагін та секретар Антоній Пташник.
Осередок УЦК займався доброчинною діяльністю, надавав правову допомогу та матеріальну підтримку незаможним українцям, проводив культурні заходи. Фінансові ресурси надходили завдяки членським внескам та коштам, перерахованих торунському відділу від УЦК. Так, в 1927 році організація отримала таким чином 1500 злотих. У рамках культурної діяльності філіал в Торуні створив хор, драматичну групу, аматорський балет та бібліотеку рідною мовою. Українці організовували відкриті виступи та концерти, частину доходів з яких пожертвували найбіднішим співвітчизникам. Традиційною стала підготовка щорічних різдвяних свят і новорічних веселощів для українських дітей. На момент створення товариства до нього приєдналось до 40 осіб. Членський внесок кожного становив 1,5 злотих на місяць й 50 злотих стартового внеску. Особливо тісні контакти торунський осередок підтримував із львівською філією УЦК.

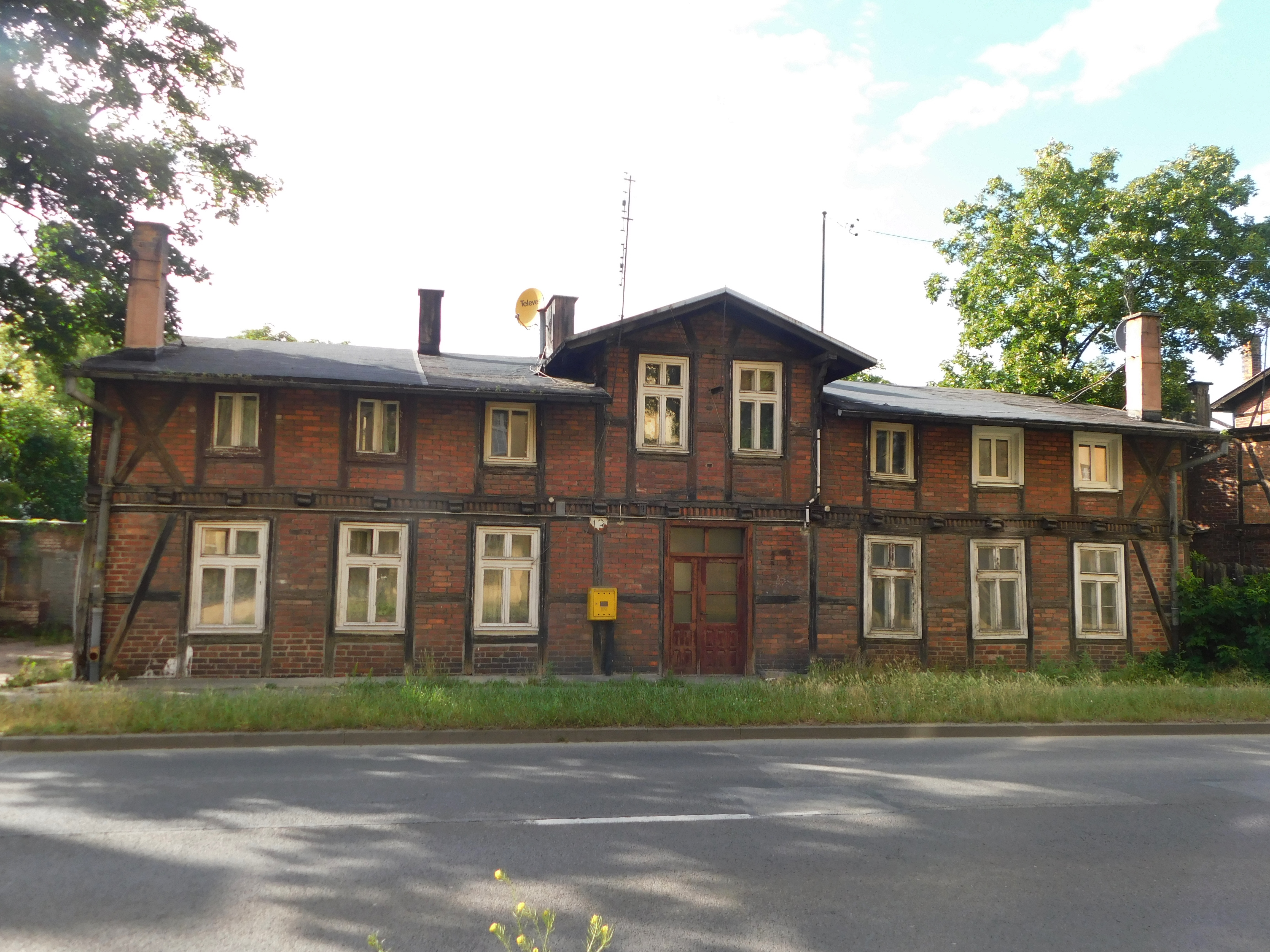
Будинок по вул. Jana Sobieskiego 13, в якому мешкав Мельник - місце організаційних зборів зі створення відділу УЦК в Торуні. Фото 2024 р.

1930 року всередині відділу відбувся розкол на ґрунті фінансових суперечок, внаслідок чого виникли 2 різні групи: одна на чолі з Й. Соловйовим, інша під керівництвом Михайла Кащука. Безпосередньою причиною поділу стало звинувачення в сторону останнього у використанні коштів з членських внесків. Він відмовився подати заяву про відставку та надати доступ до документації товариства. Оскільки Український Центральний Комітет у Варшаві відмовився від подальшого субсидування осередку, виникла загроза розпуску. Врешті-решт, ситуацію вдалось залагодити наступного року, а Соловйов став головою Департаменту. 1935 року його змінив Василь Шевчук.

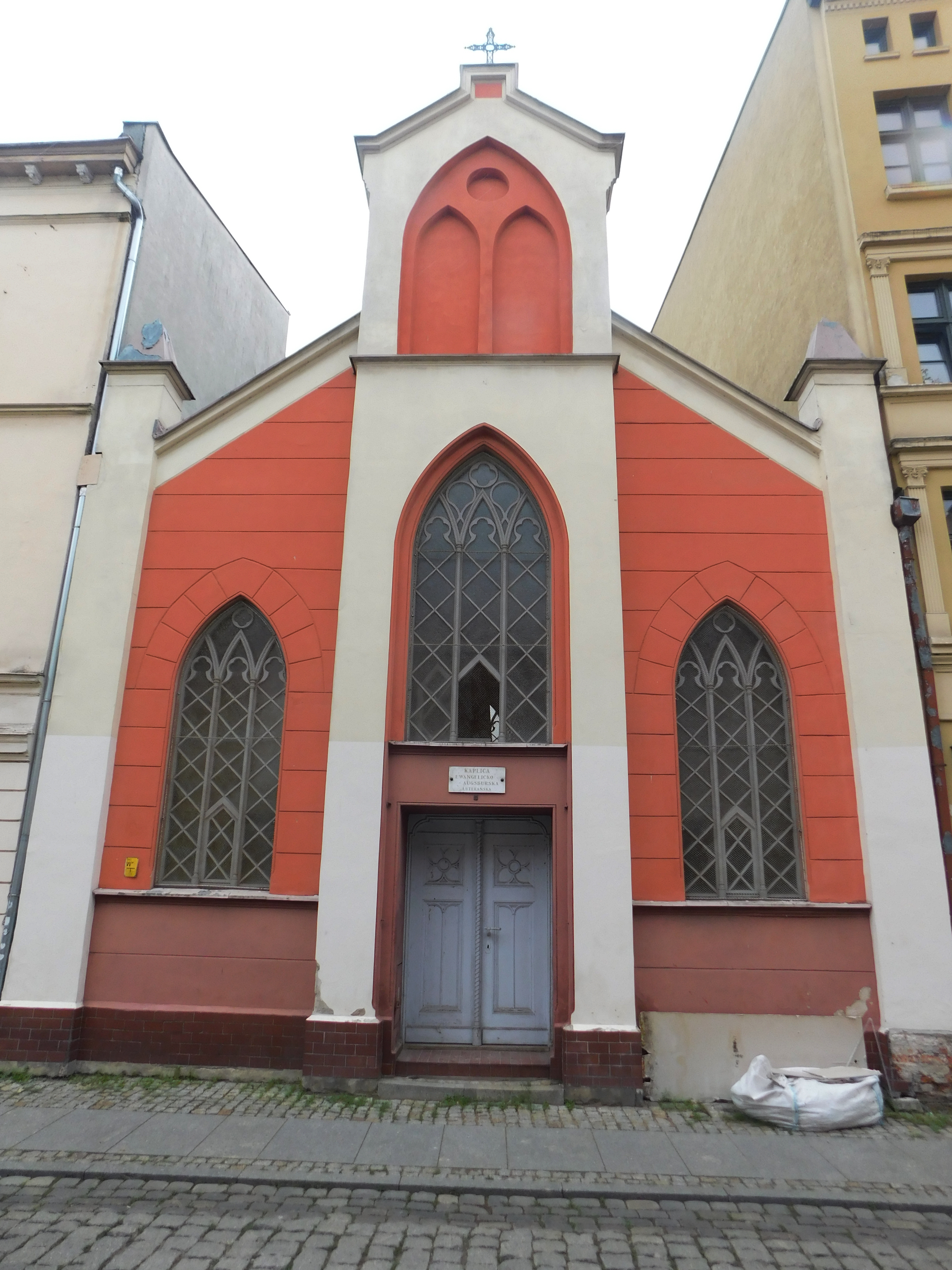
Євангельсько-аугсбурзька каплиця по вул. Strumykowa 8в Торуні, яку використовувала православна громада. Фото 2024 р.

Українці залишилися в приятельських взаєминах як з росіянами, що також мешкали в Торуні, так із польськими жителями міста. Жодних випадків антидержавних настроїв зафіксовано не було. Подібно до росіян, українці брали участь в богослужіннях у православній церкві святого Миколая, зокрема з нагоди польських державних свят. Ця обставина посприяла зниженню рівня контролю місцевої влади над українським середовищем: з другої половини 1930-х років головна увага зосередилась на діяльності набагато більшої німецької меншини міста. Українці в Торуні не проявляли схильності і до ідей радикальних українських націоналістів, зокрема вони засудили вбивство Тадеуша Голувки 1931 року, вчинене членами ОУН.

#### Військова діяльність
Організатор торунського відділу Віктор Лотоцький водночас був творцем групи самоосвіти, що складалася з колишніх офіцерів та солдатів української армії. Вона мала на меті підвищити військові знання та навички свої членів. Лотоцький керував курсами до 1934, поки його не змінив Й. Хмара. Станом на той же 1934 рік група налічувала 28 членів.

#### Релігійна діяльність

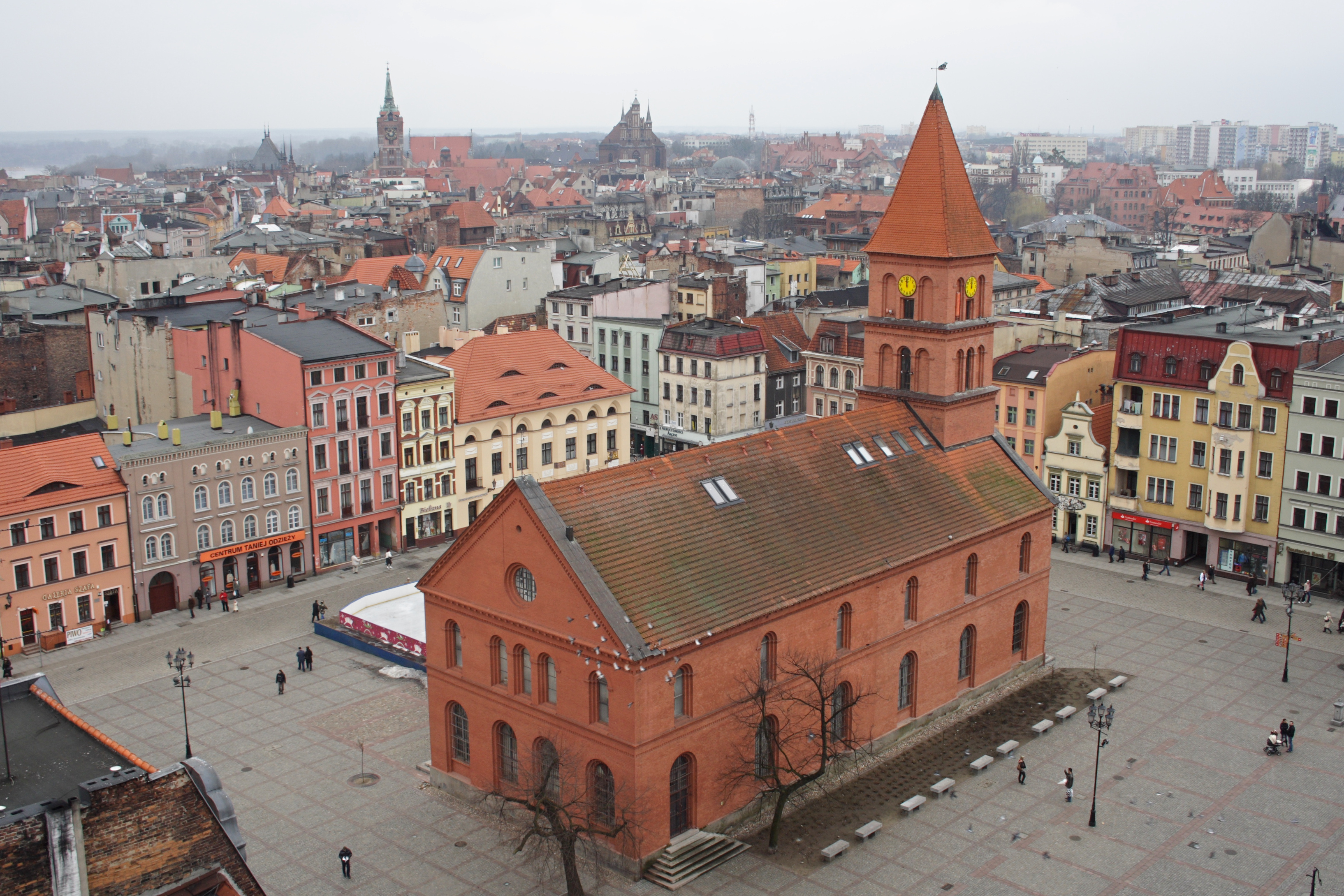
Будівля колишнього протестантського костелу на Новоміському Ринку в Торуні використовувалася в міжвоєнний період як місце православних богослужінь, в якому брали участь й місцеві українці

Українці, що опинилися в місті після Першої світової війни, належали або до православної віри (у випадку осіб, що прибули з теренів колишньої Російської імперії), або до католицької (якщо були польськими громадянами). Останні своєю чергою поділялись на членів уніатської церкви та католиків латинського обряду. Відомо, що 1935 року українці-уніати спробували створити в Торуні власну парафію, але безуспішно: католицький єпископ хелмінської дієцезії С. Оконевський виступив проти, а митрополит Андрей Шептицький також не підтримав дану ініціативу.

З самого початку перебування українців в Торуні тут діяла православна парафія з церквою святого Миколая, якою також користувалась й тамтешні росіяни. Ще за існування Табору для інтернованих № 15, тобто до 1924 року, місцем розташування парафії вважалася каплиця у межах табору. Згодом стали послуговуватись церковними об'єктами інших конфесій: євангельсько-аугсбурзькою каплицею по вулиці Струмковій (березень-жовтень 1922) та євангельсько-реформаторською каплицею по вулиці Dominikańska. 6 січня 1924 року вони отримали військову каплицю Санітарного батальйону № 8, яка й стала храмом військової парафії для всіх православних російських та українських емігрантів.

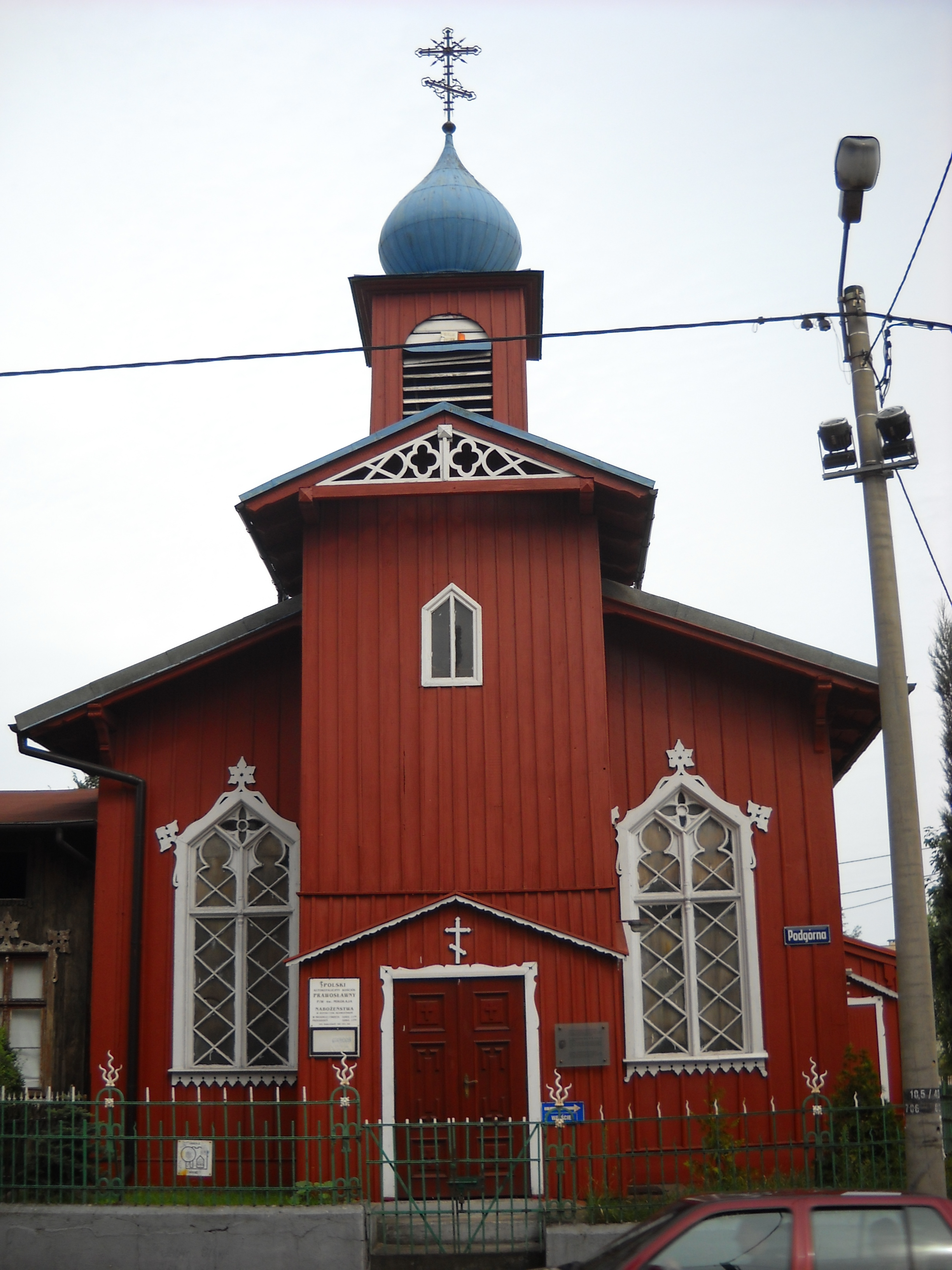
Церква святого Миколая

1927 року парафія отримала право використовувати колишній євангельський костел Святої Трійці на Новоміському Ринку, котрий перетворили на Церкву Святого Миколая. Першим парафіяльним священником став українець Стефан Рудик, уродженець Львівщини. Незабаром його змінив інший духівник-українець з Галичини Григорій Курилас. Православна церква на Новому Ринку проіснувала до вересня 1939 року, доки не була закрита нацистськими окупантами. Втім, німці не стали забороняти будівництво нового православного храму. Його звели на вулиці Podgórna 69 завдяки старанням тодішнього священника В'ячеслава Рафальського, Дмитра Іванова та родини Абрамовичів в дерев'яному приміщенні 1888 р.
За ініціативи російської громади в Торуні 29 грудня 1925 року була подана заява про реєстрацію в місті православного братства. Пропозиція містила проект статуту, який передбачав рівноправний характер майбутнього об'єднання для всіх православних вірян незалежно від їх національності. 26 січня 1926 міська влада зареєструвала братство, а 12 травня того ж року позитивне рішення надійшло від Митрополита Варшавського та всієї Польщі. На момент свого відкриття, що відбулося в приміщенні за адресою вулиця Mostowa 6-14 липня 1926, православне братство налічувало 104 члени. Незважаючи на те, що організація та її керівники були росіянами, серед її членів було й багато українців. Її діяльність зосередилась навколо культурних ініціатив, таких як аматорські вистави, концерти, читання тощо. Членський внесок становив 1 злотий на місяць. Хоча православні українці та росіяни безперешкодно співпрацювали в рамках організації, українці завжди підкреслювали свою національну окремішність. Виразом цього стала спроба створення власного братства в 1928, до чого, втім, так і не дійшло. Того ж року українці відправили богослужіння у пам'ять про Симона Петлюру.

### Галичани і волиняки - вояки війська Польського
Окрім цивільних українців, які мешкали на постійній основі, у Торуні також були присутні солдати-українці польської армії. Згідно з системою направлення новобранців до військових підрозділів, віддалених від місця їх народження та їхнього попереднього місця проживання, на призовну службу в 1922 прибули численні групи українців, білорусів та євреїв із східних областей країни. Станом на 1 квітня того ж року 0,19 % призовників О. К. VIII становили українці, тобто 35 осіб. В наступні роки їхня чисельність тільки зросла. Так, за даними від 28 лютого 1923 року, вони становили вже 6 % від усіх новобранців.

Вояки української національності походили зі Східної Галичини та Волині. Військова служба на віддалі від рідного регіону мала формувати у них лояльне ставлення до Польської держави. У доповіді заступника командира О. К. VIII Міністерству військових справ рекомендувалось проводити у збройних округах, таких як Торунь, планові полонізаційні акції щодо національних меншин, зокрема й українців. Вишкіл рекрутів ускладнювала неписьменність багатьох вихідців зі східних регіонів Польщі, різним були й фізичні якості рядовиків. Так, командування О. К. VIII у рапорті за друге півріччя 1928 року зазначало: 
«Волиняк більш темний і відсталий, набагато важче пристосовувався до нових умов життя у війську, аніж його побратим зі Східної Малопольщі — інтелігентніший і політично свідомий».
Галичани, зауважували командири, більше цікавились українським політичним життям та вели активне листування з родиною й товаришами.
Після 1924 р. українців стали все рідше направляти в Торунь; в 1933 налічувалось лише 45 українців, зареєстрованих D.O.K. VIII.

## Під час Другої світової війни
Під час Другої світової війни парафія зазнала поділу за національною ознакою, а православні українці облаштували власну церкву в приміщенні колишньої їдальні на вулиці Łazienna. Одну із кімнат виділили для каплиці, там проводились щонедільні богослужіння церковнослов'янською мовою українського ізводу, тоді як інші кімнати слугували місцем проведення різдвяних урочистостей, вистав і танців. Духовну опіку над українцями продовжив здійснювати В'ячеслав Рафальський.
Питання щодо ставлення українців, що мешкали в Торуні, до гітлерівської окупації залишається малодослідженим. Історик Омелян Вішка цитує доповідь С. Дмитренка про арешт та розстріл Віктора Лотоцького органами СС, після того як в 1945 році українці познімали зі свого осередку на вулиці Lazienna окупаційні плакати, що закликали до спільної боротьби проти Червоної армії.
Під час нацистської окупації в Торуні було створено табір-сталаг ХХА для військовополонених з різних військ, що займав форти XI-XVI. 1941 р. його розширено на терени тодішнього села Глинки. У 1941-1945 рр. у утримувалося 21181 радянських полонених, з яких 14219 померло. Скільки серед них було українців не зазначається. Померлих ховали на захід від території табору, де тепер знаходиться меморіальне кладовище.
На початку 1945 р. німці оголосили Торунь фортецею та отримали наказ боронити його до останньої можливості. Проте згодом наказ було відмінено і німецькі війська залишили місто. 1 лютого 1945 р. коло 9 ранку вул. Szosa Chełmińska до Торуня увійшла група з 20 солдат 237 гвардійського полку, 71 дивізії, 47 корпусу, 70 армії 2-го Білоруського фронту, яка дійшла до староміського ринку. Полком командував українець Юрій Кусенко. Коло 11 години ранку вул. Szosa Lubicka увійшли наступні відділи радянських військ. В боях за місто та околиці загинуло коло 2200 радянських солдат. 269 поховано в сквері перед старим арсеналом (пізніше їх частково ексгумовано, а на площі поставлено пам’ятник вдячності Радянській армії). 541 радянський солдат, серед яких напевно є й українці поховані на Гарнізонному цвинтарі на ділянці (кватері) позначений кам’яним пам’ятником (53.017192°, 18.606701°). Радянських солдат поховано також на комунальному цвинтарі №2, де також встановлено пам’ятник жертвам фашизму.

## Становище українців після Другої світової війни
В роки Другої світової війни до Торуня наплинули групи втікачів: росіян, білорусів та українців. Точна кількість цих груп невідома; значна її частка була змушена виїхати до СРСР відразу після визволення міста. Окрім того, після вступу радянських військ близько 30 росіян та українців були депортовані в трудові табори. З огляду на те, що як росіяни, так і українці не зазнали особливих репресій з боку нацистської влади, працівники НКВС вдались до ретельної перевірки на предмет їхніх політичних поглядів. Як наслідок, був складений список з 11 жителів Торуня російської, української та білоруської національностей, що вважались «ворожими для поляків». Фактично на негативний результат перевірки суттєвий вплив справила та обставина, що згадані особи були залучені до антикомуністичної чи антирадянської діяльності. У доповіді начальника Першого відділу Міністерства громадської безпеки у воєводстві від вересня 1945 року всі росіяни та українці визнавались ворожими до «нинішніх представників держави та демократичного уряду».

Всі українці, що прибули до Помор'я в час війни, підпали під репатріацію, але тільки в рідкісних випадках вони з'являлися до пунктів збору добровільно. Більшість українців, власне як і представників інших національностей, що мешкали в СРСР, намагалися або сховатися, або втекти в інші польські воєводства. Станом на 1945 рік загальна чисельність представників східнослов'янських меншин в місті становила 121 особу. Роком пізніше в торунському повіті залишалося 34 українці, зокрема 21 — в Торуні.

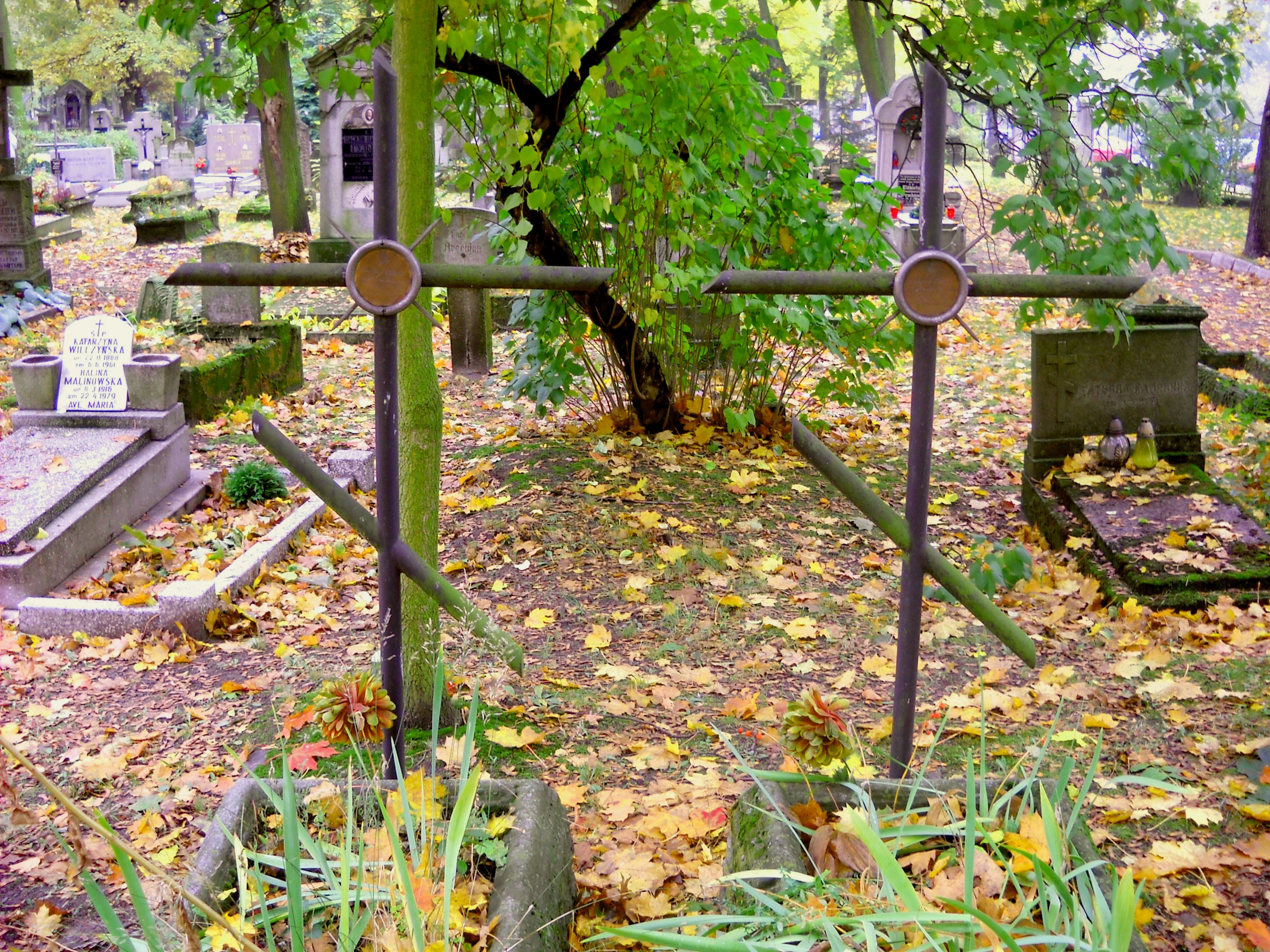
Поховання українців — сотника Володимира Чагіна та Григорія Охота — на гарнізонному цвинтарі в Торуні

Свідченням про минулу присутність українських іммігрантів в Торуні залишаються могили на православному гарнізонному цвинтарі (наразі Цвинтар Комунальний № 1) та кладовищі святого Юрія. О. Вішка стверджує, що у 1934 р. на гарнізонному цвинтарі були могили полковника Олекси Лущенка, сотника Володимира Чагіна та рядового Григорія Охоти. Ними опікувалася українська громада. Того ж року вона оплатила спорудження нових пам'ятників на їхніх могилах. Проте, Другу світову війну вони не пережили. У 1998 р. з ініціативи О. Вішки були встановлені нові православні хрести на місцях поховань сотника Володимира Чагіна (15.07.1887-14.06.1932) та козака Григорія Охоти (15.05.1900-11.06.1932). Точні координати поховань - 53.018051°, 18.608171°. Встановити могили інших українців на цвинтарі не вдалося.

## Сучасна українська громада

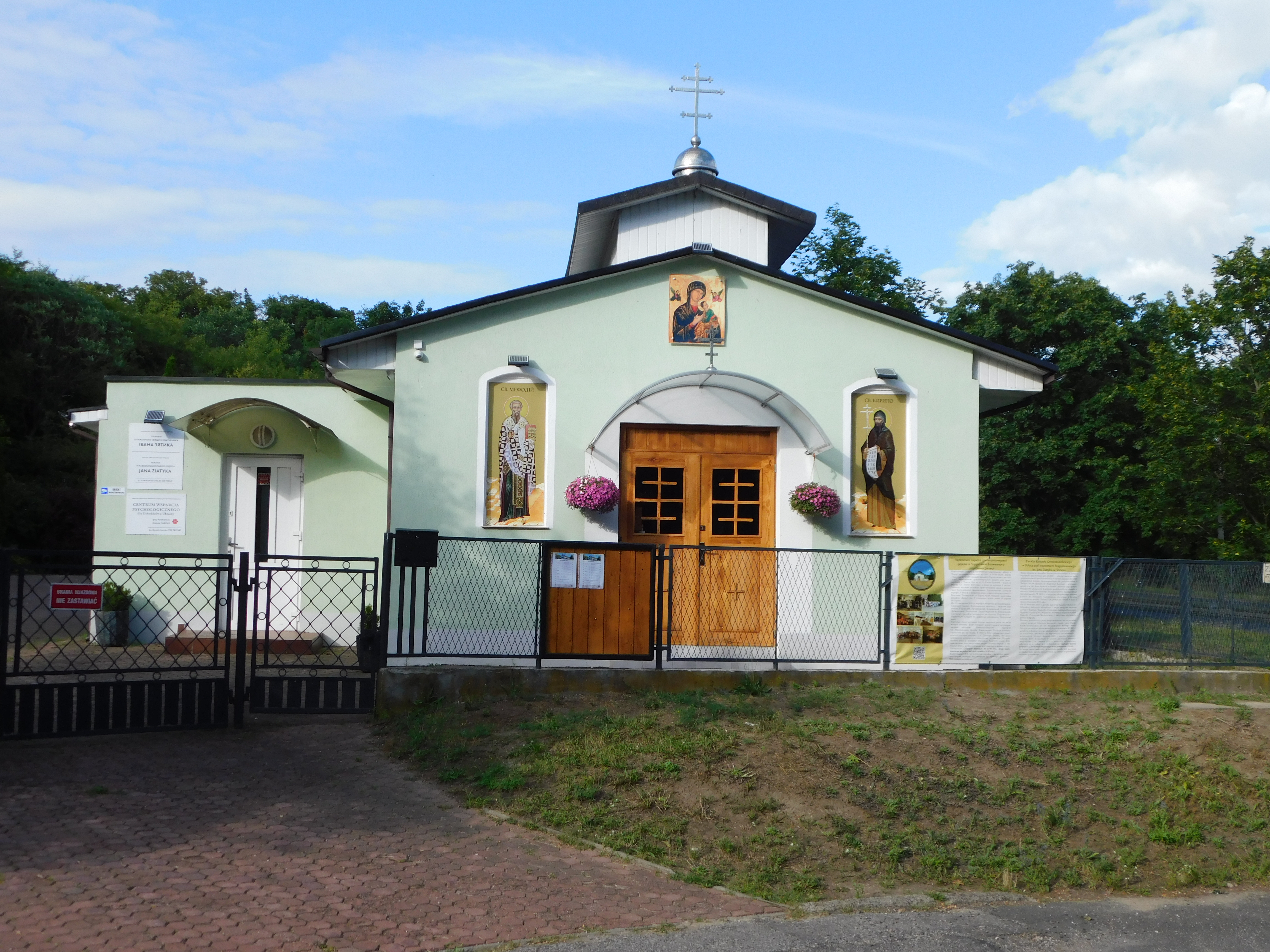
Українська греко-католицька церква блаженного о. Івана Зятика в Торуні, вул. Sowińskiego 9a. Фото 2024 р.

Після 1945 р. при вцілілій церкві св. Миколая по вул. Podgórna 69 відновилася православна парафія, яку сформували переселенці зі Сходу. Наразі її відвідують окрім православних поляків та українців, болгари, росіяни, греки, серби, білоруси, цигани та ін.). Парафія охоплює територію колишнього Торунського воєводства з філією у Александруві-Куявському (каплиця св. Олександра). Парафія входить до складу Лодзинсько-Познанської єпархії з центром у Лодзі. В Торуні парафія також має свою православну ділянку на цвинтарі св. Юрія.
Починаючи з 2001 р. у Торуні відбуваються українські греко-католицькі богослужіння. Засновником душпастерського пункту в Торуні був о. Євген Кузьмяк з Ілави (Ельблонзького деканату). Богослужіння велися у раз на місяць при римо-католицькій парафії св. Максиміліана Кольбе, вул. Kardynała Wyszyńskiego 7/9 в каплиці. Пункт діяв в рамках греко-католицького академічного душпастерства Ілавської парафії. З 2015 р. за ініціативи багатолітнього опікуна пункту о. Ярослава Гостинського в Торуні утворена самостійна парафія. 2021 р. було призначено нового адміністратора парафії о. Дмитра Лешка, що дозволило відправляти щонедільні та святкові літургії. Восени 2022 р. парафія отримала будинок по вул. Sowińskiego 9a, який було відремонтовано і адаптовано на церкву. З червня 2023 р. тут відбувається богослужіння. Торунська парафія – перша на теренах Куявсько-Поморського воєводства.

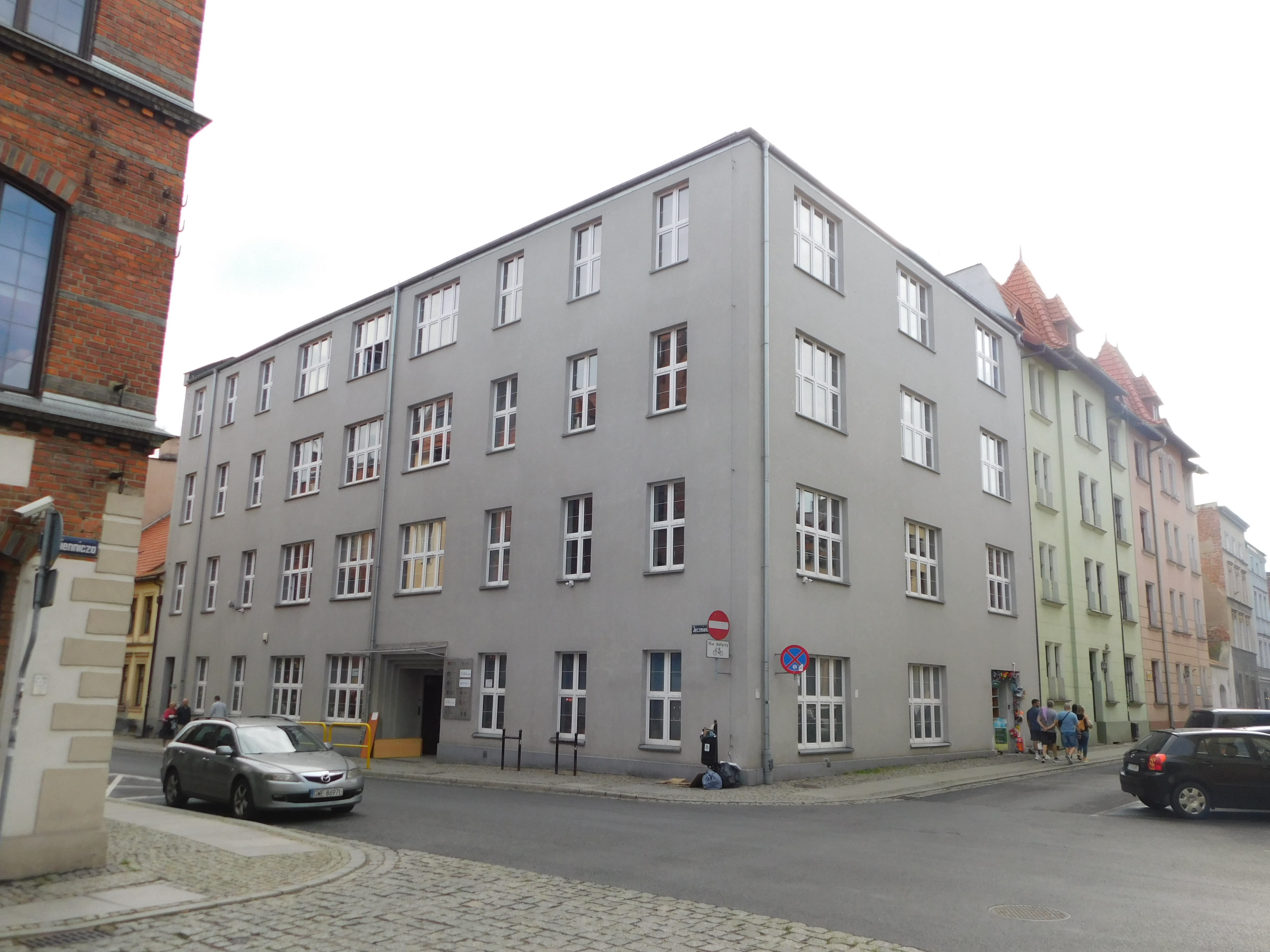
Будинок в якому розміщується Польсько-український дім в Торуні, вул. Jęczmienna 10, Фото 2024 р.

Російська агресія в Україну знову привела українців до Торуня. Станом на 8 березня 2022 р. в Міжнародному центрі зустрічей молоді (Międzynarodowym Centrum Spotkań Młodzieży), вул. Władysława Łokietka 3 було розміщено 71 особу (33 дорослих, 38 дітей) – загалом 96 місць. Саме цей пункт першим прийняв в Торуні біженців 27 лютого 2022 р. 67 осіб (33 дорослих, 34 дітей) було розміщено у приймальному пункті готелю «Kopernik» – загалом 150 місць. 12 березня 2022 р. українські біженці з’явилися в Торговельному центрі Парк (Centrum Targowym Park), вул. Bydgoska 3. Місто готувалося відкрити ще 80 місць в одному з гуртожитків середньої школи в середині березня. З квітня 2022 року також планується відкриття місць (близько 70) у готелі «Meeting». Інших біженців розміщали в гуртожитках.
Станом на 13 грудня 2022 р. у Міжнародному центрі зустрічей молоді з 82 місць, 67 було зайнято. Поза ним біженців прийняли: Camping Tramp на вул. Kujawskiej 14 – 65 місць, з яких 13 було зайнято; Hostel Toruń Główny на вул. Kujawskiej 1 (на території головного залізничного вокзалу) – кількість місць: 40, зайнятих – 34; об’єкт на вул. Płaskiej 17 – кількість місць 44, з яких 43 було зайнято, та об’єкт на вул. Szosa Chełmińska 239/241 – 14 місць, з яких 13 було зайнято.
Окрім того як об’єкти для тривалого проживання воєводі були представлені: помешкання VI загальноосвітнього ліцею по вул. Wojska Polskiego 47a – 5 місць, з яких було зайнято 3; помешкання Banku Santander по вул. Krasińskiego 2 – 11 місць, всі зайняті; три помешкання ZSMEiE по вул. Św. Józefa 23/24 – кількість місць 14, з них зайнято 11 та Дитячий будинок Młody Las по вул. Sienkiewicza 12 – 16 місць, з яких було зайнято 15.
2023 р. в Торуні відкрився Польсько-український дім. Він розташований на другому поверсі будинку на вул. Jęczmiennej 10. Тут також знаходиться штаб-квартира Фундації "Dobro dla Dobra", яка була зареєстрована в листопаді 2022 р. Вона продовжує діяльність однойменного об'єднання, створеного після початку війни в Україні для підтримки біженців, які прибувають до Торуня.

## Артефакти української історії та культури
У головному відділі Окружного музею в Торуні (ратуша старого міста) експонуються портрет гетьмана лівобережної України Данила Апостола (2 поверх, з права від входу до королівської зали), роботи Ю. Коссака (русина за походженням): «Битва під Остроленкою», «Генерал Домбровський на коні», гуцульський сюжет «Молодята», Ф. Паутча, 1910 р., «Вид на Ай-Петрі» В. Яроцького (1902-1903 рр.), роботи викладачів Краківської академії мистецтв, що були вчителями українських митців – Ю. Мегоффера, Л. Вичулковського та Ф. Рущица (малярство VIII-поч. ХХ – другий поверх ратуші), «Прогулянка гондолою» київського художника В. Котарбінського, а також дві роботи  Ю. Новосільського: «Учні з Емаус» (1962 р.) та «Композиція» (1948 р.)  – у галереї сучасного мистецтва (3 поверх ратуші).
У археологічному відділі окружного музею в Торуні вул. Św. Jakuba 20a зберігаються деякі археологічні знахідки з теренів України: волинські крем'яні знаряддя та глиняна антропоморфна фігурка трипільської культури з Більча-Золотого.